# Waukesha
Waukesha est une ville de l'État du Wisconsin, dans le comté de Waukesha, aux États-Unis. C'est ici qu'est enterré le guitariste et inventeur Les Paul, ayant donné son nom aux Gibson Les Paul.
La ville s'étend sur 64,9 km2 et compte 64 825 habitants depuis le dernier recensement de la population. La densité de population est de 998,4 habitants par km² sur la ville.
Entourée par Pewaukee, Wales et Pewaukee, Waukesha est située à 24 km au sud-ouest de Milwaukee.

## Attaque à la voiture bélier
- Le 21 novembre 2021, une attaque à la voiture-bélier lors d'un défilé de Noël fait six morts et plus de soixante blessés[1].

## Jumelages
- Kökşetaw (Kazakhstan)
- Granada (Nicaragua)